# Ángela Olazarán Laureano
Ángela Elena Olazarán Laureano (Papantla Veracruz, 2006), estudiante de ingeniería y promotora de STEM, ganó el premio Global Student Prize en 2024, esto la llevó a ser nombrada la mejor estudiante del mundo.

## Biografía
Ángela Olazarán es la menor de 2 hermanos, su padre y su madre son docentes, desde pequeña observaba que su papá realizaba actividades con sus alumnos y con su hermano quien asistía a competencias y torneos. Desde sus 13 años empezó a armar robots, a aprender lenguajes de programación, esto la motiva a ingresa al CONALEP  plantel Manuel Maples Arce No. 244 en el municipio de Papantla, Veracruz, se registra en el club de robótica y programación. En este espacio pudieron participar en mundiales de robótica obteniendo primeros lugares. Ganó medalla de plata en la Olimpiada Estatal de Informática 2022, el título de Estudiante Embajadora de CoSpaces Edu en México, 2022 y obtuvo el cuarto lugar en el Programa: Tayni: Emprende con Éxito 2022 que organiza la Secretaría de Educación de Veracruz para emprendedores. En 2024 consigue el premio Global Student Prize, un reconocimiento internacional que la coloca como la mejor estudiante del mundo. Actualmente estudia Ingeniería en Tecnologías de la Información y Negocios Digitales en la Universidad Anáhuac de Veracruz, campus Xalapa. Por su desempeño académico desde preescolar hasta la actualidad ha obtenido becas de excelencia que la ayudan a pagar sus estudios. Se ha convertido en promotora de las carreras STEM.

### Premio Global Student Prize 2024
Como parte de sus logros Ángela Olazarán participó en este galardón otorgado por la Fundación Varkey en colaboración con Chegg una empresa de tecnología educativa. La veracruzana ganó entre una lista de once mil jóvenes de 176 países que compitieron por el premio Global Student Prize 2024, fue la primera persona latinoamericana y la primera mexicana en ganar este reconocimiento.El pasado 23 de septiembre de 2024 en la sede de las Naciones Unidas en Nueva York le dieron el trofeo y un premio en efectivo por 100 mil dólares, Ángela Olazarán portó un traje de gala típico del pueblo totonaca. Con este dinero planea establecer un aula STEM Ciencia, Tecnología, Ingeniería y Matemáticas en su comunidad, buscando inspirar a más jóvenes a seguir carreras científicas.

### Robot Ixlitlón
Ixlitlón Dios Mexica de la Medicina, es un asistente médico virtual impulsado por IA, el cual puede diagnosticar 21 enfermedades con base en una serie de preguntas. Esto facilita que personas que viven en comunidades remotas puedan tener un diagnóstico vía remota a través de un dispositivo. Una vez descargado en un teléfono celular o en una computadora, Ixtlilton no requiere acceso a Internet. Otra de las ventajas de este robot es que puede interactuar en español y en lengua Totonaca. Con esta aplicación logra ganar la primera edición del Premio al Talento STEM: National Student Prize México.

### Referente STEM
Ángela Olazarán es reconocida como una figura STEM en México.
- En 2021 su equipo obtuvo el primer lugar estatal y nacional de la Competencia Nacional de Robótica en la categoría Home Care Challenge.
- En 2022 se llevó el Premio al Talento STEM: Premio Nacional Estudiantil México 2022, organizado por Movimiento STEM+.
- En 2023 ganó dos medallas de plata en la competencia internacional de robótica RoboRAVE World Championship.
- En 2024, Ángela y su equipo de Nakú Robotics participaron virtualmente en una conferencia sobre IA y educación espacial que se llevó a cabo en el Centro Espacial de Houston de la NASA.